# نورمن دی. نیول
نورمن دی. نیول (انگلیسی: Norman D. Newell; ۲۷ ژانویهٔ ۱۹۰۹ – ۱۸ آوریل ۲۰۰۵) دیرین‌شناس، نمایشگاه‌گردان، و زمین‌شناس اهل ایالات متحده آمریکا بود.